# Nicole

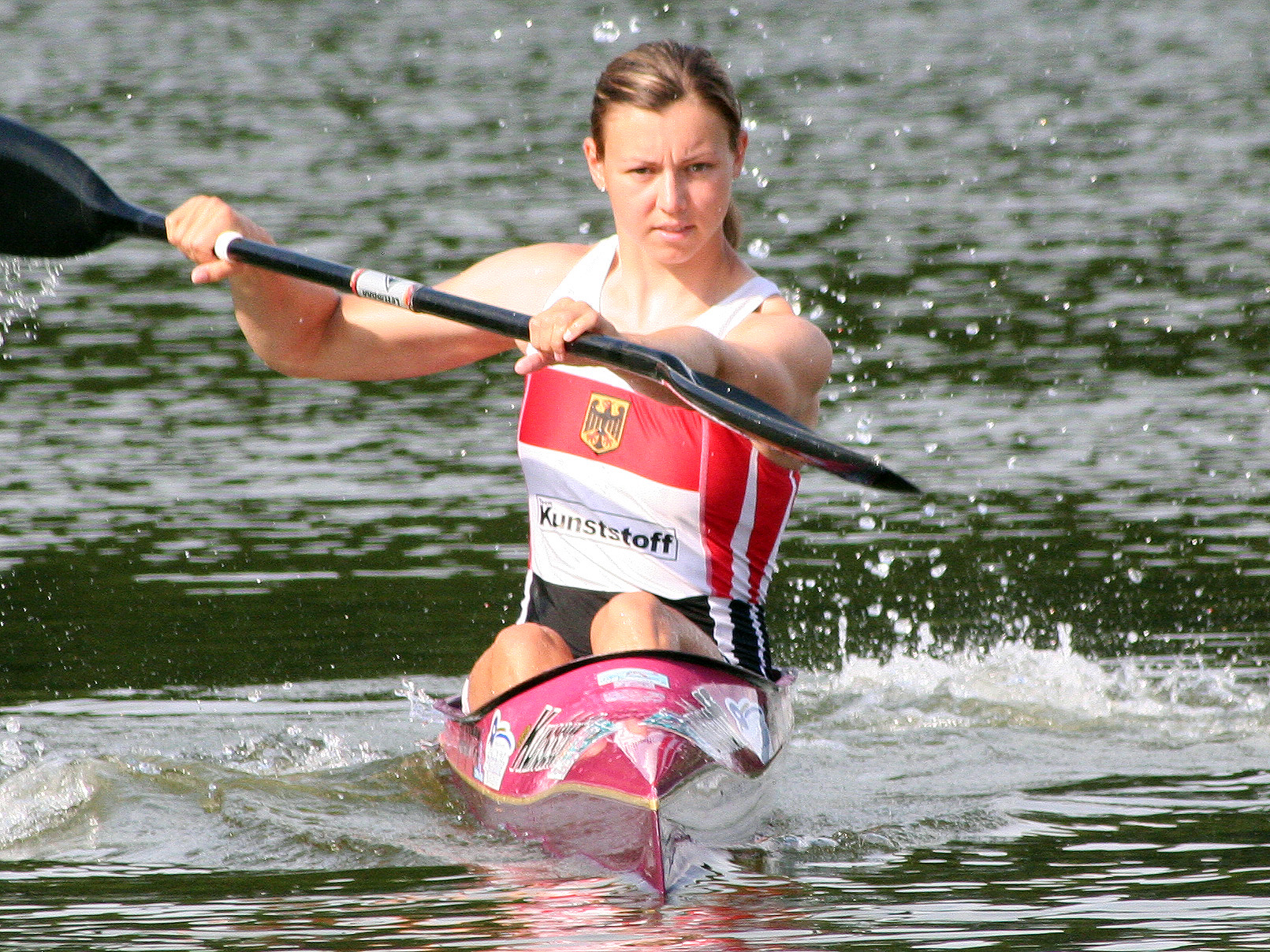
Nicole Reinhardt, 2010.

Nicole är ett kvinnonamn. Det är den franska feminina formen av Nicolas. Namnet är mycket populärt i den engelsktalande världen.
I den finlandssvenska namnsdagslängden har Nicole namnsdag 6 december sedan 2015.

## Personer med namnet Nicole
- Nicole Anderson, amerikansk skådespelare
- Nicole Azzopardi, maltesisk sångerska
- Nicole Barnhart, amerikansk fotbollsspelare
- Nicole Bilderback, amerikansk skådespelare
- Nicole de Boer, kanadensisk skådespelare
- Nicole Brandebusemeyer, tysk fotbollsspelare
- Nicole Brändli, schweizisk tävlingscyklist
- Nicole Cooke, brittisk tävlingscyklist
- Nicole Courcel, fransk skådespelare
- Nicole Eggert, amerikansk skådespelare
- Nicole Fessel, tysk längdskidåkare
- Nicole Fiorentino, amerikansk musiker (basist i The Smashing Pumpkins)
- Nicole Fontaine, fransk politiker
- Nicole Fox, amerikansk fotomodell
- Nicole Fuentes, kazakisk-rysk sångerska och skådespelare
- Nicole Gius, italiensk utförsskidåkare
- Nicole Hosp, österrikisk utförsåkare
- Nicole Humbert, tysk friidrottare (stavhopp)
- Nicole Jung, koreansk-amerikansk sångerska och programledare i TV
- Nicole Kassell, amerikansk regissör
- Nicole Kidman, amerikansk skådespelare
- Nicole Koolen, nederländsk landhockeyspelare
- Nicole Krauss, amerikansk författare
- Nicole Reine Lepaute, fransk astronom
- Nicole Linkletter, amerikansk fotomodell
- Nicole av Lothringen, fransk vasallmonark
- Nicole Mitchell, jamaicansk friidrottare (kortdistanslöpning)
- Nicole Polizzi, amerikansk TV-personlighet
- Nicole Ramalalanirina, fransk friidrottare (häcklöpning)
- Nicole Reinhardt, tysk kanotist
- Nicole Richie, amerikansk TV-personlighet, skådespelare och modedesigner
- Nicole Petignat, schweizisk fotbollsdomare
- Nicole Scherzinger, amerikansk sångerska
- Nicole Seibert, tysk schlagersångerska
- Nicole Sheridan, amerikansk porrskådespelare
- Anna Nicole Smith, amerikansk modell
- Nicole P. Stott, amerikansk astronaut
- Nicole Struse, tysk bordtennisspelare
- Nicole Uphoff, tysk dressyrryttare
- Nicole Vaidišová, tjeckisk tennisspelare
- Nicole Wray, amerikansk sångerska och skådespelare